# Franco argelino
El franco (en árabe: الفرنك, en francés: franc) fue la moneda de curso legal en la región francesa de Argelia entre 1848 y 1962, y en la República Argelina Democrática y Popular entre 1962 y 1964. Se dividía en 100 céntimos.
El franco sustituyó al budju cuando Francia ocupó el territorio en 1848. Tenía la paridad fijada al franco francés, y en 1960 se revaluó dando lugar a un nuevo franco. Este último nuevo franco fue sustituido por el dinar argelino en 1964 cuando el país obtuvo la independencia.

## Monedas
Existen denominaciones de 20, 50 y 100 francos argelinos acuñados entre 1949 y 1956, sin embargo, era más normal utilizar el franco que circulaba en la Francia metropolitana.
| Denominación | Emisión | Metal | Diámetro (mm) | Peso (g) | Canto | Anverso                                            | Reverso                                              | Imagen |
| ------------ | ------- | ----- | ------------- | -------- | ----- | -------------------------------------------------- | ---------------------------------------------------- | ------ |
| 20 Francos   | 1949    | Cu+Ni | 22,30         | 5,40     |       | Marianne con diadema de olivo REPUBLIQUE FRANÇAISE | 20 FRANCS Espigas de trigo ALGERIE año de acuñación  |        |
| 50 Francos   | 1949    | Cu+Ni | 27,20         | 8,20     |       | Marianne con diadema de olivo REPUBLIQUE FRANÇAISE | 50 FRANCS Espigas de trigo ALGERIE año de acuñación  |        |
| 100 Francos  | 1950    | Cu+Ni | 30,00         | 11,70    |       | Marianne con diadema de olivo REPUBLIQUE FRANÇAISE | 100 FRANCS Espigas de trigo ALGERIE año de acuñación |        |

## Billetes
El Banque d'Algérie emitió los primeros billetes en 1861. Más tarde, en 1873, se emitieron denominaciones de 10, 50, 100, 500 y 1.000 francos, aunque el billete de 10 francos sólo se imprimió en 1871.
En 1944 se emitieron billetes con la leyenda Région économique d'Algérie en denominaciones de 50 céntimos, 1 y 2 francos. Entre 1945 y 1946 se añadieron denominaciones de 5.000 y 10.000 francos.
| Denominación  | Color predominante | Imagen del anverso | Imagen del reverso |
| ------------- | ------------------ | ------------------ | ------------------ |
| 50 Céntimos   | Rojo               |                    |                    |
| 1 Franco      | Azul               |                    |                    |
| 2 Francos     | Negro              |                    |                    |
| 5 Francos     | Verde              |                    |                    |
| 5 Francos     | Naranja            |                    |                    |
| 20 Francos    | Azul               |                    |                    |
| 50 Francos    | Multicolor         |                    |                    |
| 100 Francos   | Multicolor         |                    |                    |
| 500 Francos   | Violeta            |                    |                    |
| 1.000 Francos | Multicolor         |                    |                    |

En 1949, el nuevo Banque d'Algérie et de la Tunisie empezó a emitir billetes de 500, 1.000, 5.000 y 10.000 francos. Estos billetes fueron utilizados para imprimir las nuevas series del nuevo franco en 1960.
| Denominación   | Color predominante | Imagen del anverso | Imagen del reverso |
| -------------- | ------------------ | ------------------ | ------------------ |
| 500 Francos    | Multicolor         |                    |                    |
| 5.000 Francos  | Multicolor         |                    |                    |
| 10.000 Francos | Multicolor         |                    |                    |

En 1961, con la aparición del nuevo franco se emitieron billetes de 5, 10, 50 y 100 nuevos francos.
| Denominación       | Color predominante | Imagen del anverso | Imagen del reverso |
| ------------------ | ------------------ | ------------------ | ------------------ |
| 5 Francos nuevos   | Multicolor         |                    |                    |
| 10 Francos nuevos  | Multicolor         |                    |                    |
| 100 Francos nuevos | Multicolor         |                    |                    |